# Squadra speciale K1
Squadra speciale K1 (Sonderdezernat K1) è una serie televisiva tedesca in 23 episodi trasmessi per la prima volta nel corso di 4 stagioni dal 1972 al 1982. È una serie d'azione, poliziesca incentrata sulle vicende della squadra speciale K1, una squadra di polizia operante ad Amburgo.

## Trama
La squadra speciale K1 è una squadra delle forze di polizia operante ad Amburgo, in Germania, specializzata in particolare nel campo della criminalità organizzata e in quello del traffico di droga e dei crimini violenti ad essa connessi. Il team è composto dai detective Arnold Matofski, Kurt Diekmann e Theodor "Teddy" Beer e dal sergente Oliver Stueben. Nella prima stagione la squadra è supervisionata dal capitano Rautenberg, un personaggio che non appare in nessun episodio e di cui si sente solo la voce (di Arnold Marquis) in diverse missioni. Dalla seconda stagione la squadra non ha un leader e non risulta coadiuvata dall'esterno.

## Personaggi e interpreti
- Kurt Diekmann (23 episodi, 1972-1982), interpretato da Hubert Suschka.
- Arnold Matofski (23 episodi, 1972-1982), interpretato da Gert Günther Hoffmann.
- Theodor Beer (18 episodi, 1972-1977), interpretato da Peter Lakenmacher.
- Eberhard Seidel (18 episodi, 1973-1982), interpretato da Claus Ringer.
- Oliver Stüben (6 episodi, 1972-1973), interpretato da Hermann Treusch.
- Robert Hahn (5 episodi, 1981-1982), interpretato da Horst Janson.
- Fred (4 episodi, 1973-1981), interpretato da Volker Lechtenbrink.

## Produzione
La serie, ideata da Answald Kruger e Maria Matray e Harald Vock, fu prodotta da Norddeutscher Rundfunk. Le musiche furono composte da Martin Böttcher e Frank Duval.

### Registi
Tra i registi sono accreditati:
- Alfred Weidenmann in 7 episodi (1972-1982)
- Peter Schulze-Rohr in 3 episodi (1974-1977)
- Helmut Ashley in 2 episodi (1972-1977)
- Hans Quest in 2 episodi (1973-1975)
- Dietrich Haugk in 2 episodi (1982)

### Sceneggiatori
Tra gli sceneggiatori sono accreditati:
- Answald Krüger in 12 episodi (1972-1975)
- Maria Matray in 12 episodi (1972-1975)
- Harald Vock in 11 episodi (1977-1982)

## Distribuzione
La serie fu trasmessa in Germania dal 25 ottobre 1972 al 10 marzo 1982 sulla rete televisiva ARD. In Italia furono trasmessi otto episodi dal 24 settembre al 12 novembre 1980 su RaiUno con il titolo Squadra speciale K1.

## Episodi
| Stagione         | Episodi | Prima TV Germania |
| ---------------- | ------- | ----------------- |
| Prima stagione   | 6       | 1972-1973         |
| Seconda stagione | 6       | 1974-1975         |
| Terza stagione   | 6       | 1977              |
| Quarta stagione  | 5       | 1981-1982         |